# Fajã do Castelhano
Esta é provavelmente a mais pequena fajã da ilha de São Jorge, pertence a localidade de Santo Antão (Calheta), Concelho da Calheta (Açores), na costa norte da ilha. Fica entre a Fajã de Entre Ribeiras e a Fajã do Salto Verde, embora a uma cota de nível bastante mais baixo.
O nome provem do facto de ser atravessada por uma ribeira desse nome e que inicia o seu percurso no Pico do Facho, um dos mais alto da ilha, que se eleva a 857 metros acima do nível do mar.
Como nas outras fajãs as culturas dominantes eram o inhame, a batata, a vinha e alguma hortaliça de uso diário.